# Johann Bernhard Jacob Behrends
Johann Bernhard Jacob Behrends, auch Johann Bernhard Jacob Berends (* 15. Dezember 1769 in Frankfurt am Main; † 8. oder 3. Januar 1823 ebenda) war ein deutscher Mediziner.

## Leben
Johann Bernhard Jacob Behrends war der älteste Sohn des Mediziners Johann Adolph Behrends (* 19. September 1740 in Guntersblum; † 22. Februar 1811 in Frankfurt am Main).
Er war seit dem 27. Juni 1797 mit Christiana Elisabetha (geb. Rühle) verheiratet.
Im Herbst 1787 absolvierte er das Städtische Gymnasium  und immatrikulierte sich zu einem Medizinstudium an der Universität Mainz, das er 1788 an der Universität Jena fortsetzte. Noch während des Studiums erkrankte er 1790, sodass er zu seinem Vater nach Frankfurt zurückkehrte. Nach der Pflege seines Vaters konnte er das Studium im selben Jahr an der Universität Mainz fortsetzen und promovierte bei Samuel Thomas von Soemmerring mit seiner Dissertation Qua demonstratur cornervis carere, als erster Protestant an der katholischen Universität, am 4. September 1792 zum Dr. med. Seine Dissertation erschien 1793 in der Schrift Scriptores neurologici minores selecti, sive opera minora ad anatomiam, physiologiam et pathologiam nervorum spectantia von Christian Friedrich Ludwig.
1795 wurden seine in der Dissertation dargestellten Thesen durch die Schrift Tabulae Nevrologicae von Antonio Scarpa bestätigt.
Er wurde zwar am 21. September 1792 in Frankfurt am Main als ausübender Arzt aufgenommen, besuchte aber dennoch für ein Jahr das Julius-Hospital in Würzburg, das von Carl Caspar von Siebold geleitet wurde.
Als ihm am 1. September 1793 die Professur der Anatomie und Chirurgie an der Universität Altorf angeboten wurde, lehnte er diese aus gesundheitlichen Gründen ab. Auch die ihm 1803 angebotene Stelle an der Universität Jena, als Nachfolger von Justus Christian Loder, lehnte er ab, weil er sich die Nachfolge nicht zutraute.
1798 habilitierte er sich als Professor der Anatomie-Physiologie am anatomischen Institut der Senckenbergischen Stiftung und gab bis 1816 öffentliche Vorlesungen im anatomischen Theater mit praktischen Übungen. 1812 wurde er Professor der großherzoglichen medizinisch-chirurgischen Spezial-Schule in Frankfurt am Main, die allerdings nach dem Ende des Großherzogtums 1813 wieder geschlossen wurde. Seit 1811 war er, nach dem Tod seines Vaters, dessen Nachfolger als Arzt am städtischen Waisenhaus.
Er veröffentlichte seine Publikationen und Rezensionen im Fach Anatomie und Physiologie unter anderem in der Allgemeinen Literatur-Zeitung, in der Medizinisch-chirurgischen Zeitung, im Journal der practischen Heilkunde von Christoph Wilhelm Hufeland sowie im Journal für die Chirurgie, Geburtshülfe und gerichtliche Arzneykunde von Justus Christian Loder.
Seine Schrift Beschreibung und Abbildung knolliger Auswüchse der Hände und Füsse des Lorenz Ruff wurde erst nach seinem Tod von Detmar Wilhelm Soemmerring herausgegeben.

## Mitgliedschaften
- 1794: Ehrenmitglied der Gesellschaft korrespondierender Schweizerischer Ärzte und Wundärzte (siehe Verbindung der Schweizer Ärztinnen und Ärzte) in Zürich;[7]
- 1794: Korrespondierendes Mitglied der Naturforschenden Gesellschaft zu Jena;
- 1807: Mitglied der Société de l’Ecole de Médecine de Paris;
- 1808: Wirkliches Mitglied der Wetterauischen Gesellschaft für die gesammte Naturkunde;
- 1809: Mitglied der Physikalisch-Medizinischen Sozietät Erlangen[8];
- 1817: Mitglied der Frankfurter Gesellschaft zur Beförderung nützlicher Künste und deren Hilfswissenschaften;
- 1820: Mitglied der Senkenbergischen Naturforschenden Gesellschaft.

## Schriften (Auswahl)
- Dissertatio qua demonstratur cor nervis career addita disquisitione de ve nervorum arterias cingentium. 1792. In: Christian Friedrich Ludwig: Scriptores neurologici minores selecti, sive opera minora ad anatomiam, physiologiam et pathologiam nervorum spectantia, Band 3. Leipzig, 1793. S. 1–23 (Digitalisat).
- Von dem anatomischen Theater in Frankfurt am Main. In: Heinrich Friedrich Isenflamm; Johann Christian Rosenmüller: Beiträge für die Zergliederungskunst, Band 2. Leipzig, 1803. S. 401–419 (Digitalisat).
- Beschreibung und Abbildung knolliger Auswüchse der Hände und Füsse des Lorenz Ruff. Frankfurt am Main, 1825 (Digitalisat).